# Epidendrum ciliare
Epidendrum ciliare Jacq., 1760, è una pianta della famiglia delle Orchidacee originaria dell'America.

## Descrizione
È un'orchidea di taglia medio-grande con crescita epifita su alberi della foresta umida tropicale, occasionalmente anche litofita. E. ciliare presenta pseudobulbi di forma clavata, con 5 o 6 nodi, ricoperti dalle guaine fogliari che si presentano molto embricate e compresse, che portano una o due foglie coriacee di forma ellittica, ad apice ottuso. 
La fioritura avviene normalmente dall'inverno alla primavera, mediante un'infiorescenza terminale, racemosa, lunga mediamente 30 centimetri, che si origina dall'apice di uno pseudobulbo di nuova maturazione e porta 5 o 6 fiori. Questi hanno dimensioni ragguardevoli, da 8 possono raggiungere 17 centimetri, con petali e sepali strettamente lanceolati ad apice acuto, molto lunghi di colore verde e con labello imbutiforme trilobato, con lobi molto allungati e dai margini particolarmente frastagliati.

## Distribuzione e habitat
La specie è originaria dell'America, in particolare  Messico, Guatemala, Belize, El Salvador, Honduras, Nicaragua, Costa Rica, Panama, Grenadine, Porto Rico, Antille, Trinidad e Tobago, Guyana, Suriname, Venezuela, Colombia, Ecuador, Perù, Bolivia e Brasile dove cresce epifita sugli alberi della foresta tropicale, oppure litofita da 500 a 1000 metri sul livello del mare.

## Sinonimi
Auliza ciliaris (L.) Salisb., 1812

Epidendrum ciliare var. typicum Stehlé, 1939, nom. inval.

Encyclia ciliaris (L.) A.Lemée, 1955

Coilostylis ciliaris (L.) Withner & P.A.Harding, 2004

Epidendrum cuspidatum G.Lodd., 1817

Coilostylis emarginata Raf., 1838

Epidendrum viscidum Lindl., 1840

Epidendrum cuspidatum var. brachysepalum Rchb.f., 1846

Epidendrum ciliare var. cuspidatum (G.Lodd.) Lindl., 1853

Epidendrum ciliare var. viscidum (Lindl.) Lindl.,  1853

Epidendrum ciliare var. minor Stein, 1892

Epidendrum sanctalucianum H.G.Jones,  1975

Coilostylis cuspidata (G.Lodd.) Withner & P.A.Harding, 2004

## Coltivazione
Questa richiede esposizione a mezz'ombra, teme i raggi diretti del sole, e necessita di temperature elevate e frequenti irrigazioni all'epoca della fioritura. Nel periodo di riposo è consigliabile sospendere le irrigazioni e raffreddare la temperatura.